# Straßenbahnstrecke Hietzing–Rodaun
| B (links) und E1 (rechts) auf der Kennedybrücke |                      |                                                   |                                                   |
| Streckenlänge: | 8 km                 |                                                   |                                                   |
| Spurweite: | 1435 mm (Normalspur) |                                                   |                                                   |
| Stromsystem: | 600 Volt =           |                                                   |                                                   |
| |                      |                                                   |                                                   |
| \| \| \| Hadikgasse 10 60 \| \| \| \| \| Schleife Kennedybrücke \| \| \| \| \| Wienfluss \| \| \| \| \| Hietzing \| \| \| \| \| Obere Wientallinie (U4) \| \| \| \| \| B1-Unterfahrung Kennedybrücke \| \| \| \| \| \| \| \| \| \| Dommayergasse \| \| \| \| \| Hietzinger Hauptstraße 10 \| \| \| \| \| Gloriettegasse \| \| \| \| \| Stadlergasse \| \| \| \| \| Jagdschloßgasse \| \| \| \| \| Preyergasse \| \| \| \| \| Verbindungsbahn \| \| \| \| \| Feldkellerg. – Hetzendorfer Str. 62 \| \| \| \| \| Hofwiesengasse \| \| \| \| \| Gallschleife \| \| \| \| \| \| \| \| \| \| Speising, Hermesstraße \| \| \| \| \| Wolkersbergenstraße 62 \| \| \| \| \| zur Fehlingergasse und Gallgasse \| \| \| \| \| Riedelgasse \| \| \| \| \| Sillerplatz \| \| \| \| \| Franz-Asenbauer-Gasse \| \| \| \| \| Maurer Hauptplatz \| \| \| \| \| Maurer Lange Gasse \| \| \| \| \| Häuserblockschleife Mauer \| \| \| \| \| \| \| \| \| \| Haymogasse \| \| \| \| \| Schwarzwaldgasse \| \| \| \| \| Anton-Krieger-Gasse \| \| \| \| \| Anton-Krieger-Gasse \| \| \| \| \| Anton-Krieger-Gasse \| \| \| \| \| Rudolf-Waisenhorn-Gasse (Zanderbrücke) \| \| \| \| \| Streckenabschnitt in Hochlage \| \| \| \| \| Rodaunbrücke \| \| \| \| \| Liesingbach \| \| \| \| \| Kaiser-Franz-Josef-Straße \| \| \| \| \| Häuserblockschleife Rodaun \| \| \| \| \| Rodaun 60 \| \| \| \| \| nördliche Schleifenanlage \| \| \| \| \| südliche Schleifenanlage \| \| \| \| \| \| \| \| \| \| Kaltenleutgebner Bahn \| \| \| \| \| Perchtoldsdorf Hochstraße \| \| \| \| \| Petersbach und 1. Wiener Hochquellenwasserleitung[1] \| \| \| \| \| Perchtoldsdorf Wienergasse \| \| \| \| \| Perchtoldsdorf Salitergasse \| \| \| \| \| Perchtoldsdorf Brunnergasse \| \| \| \| \| Brunner Felsenkeller \| \| \| \| \| Brunn am Gebirge \| \| \| \| \| Maria Enzersdorf Kirchenstraße \| \| \| \| \| Maria Enzersdorf Liechtenstein \| \| \| \| \| Maria Enzersdorf Gasfabrik \| \| \| \| \| Mödling \| \| |                      |                                                   |                                                   |
| U-Bahn-Strecke von links |                      | Hadikgasse 10 60                                  | Hadikgasse 10 60                                  |
| U-Bahn-Strecke von links · U-Bahn-Abzweig geradeaus, nach rechts und von rechts |                      | Schleife Kennedybrücke                            | Schleife Kennedybrücke                            |
| U-Bahn-Brücke über Wasserlauf · U-Bahn-Brücke über Wasserlauf |                      | Wienfluss                                         | Wienfluss                                         |
| U-Bahn-Haltepunkt / Haltestelle · U-Bahn-Haltepunkt / Haltestelle |                      | Hietzing                                          | Hietzing                                          |
| U-Bahn-Kreuzung geradeaus oben · U-Bahn-Kreuzung geradeaus oben |                      | Obere Wientallinie (U4)                           | Obere Wientallinie (U4)                           |
| U-Bahn-Brücke · U-Bahn-Brücke |                      | B1-Unterfahrung Kennedybrücke                     | B1-Unterfahrung Kennedybrücke                     |
| U-Bahn-Strecke nach links · U-Bahn-Abzweig geradeaus, nach rechts und von rechts |                      |                                                   |                                                   |
| U-Bahn-Haltepunkt / Haltestelle |                      | Dommayergasse                                     | Dommayergasse                                     |
| U-Bahn-Abzweig geradeaus und nach rechts |                      | Hietzinger Hauptstraße 10                         | Hietzinger Hauptstraße 10                         |
| U-Bahn-Haltepunkt / Haltestelle |                      | Gloriettegasse                                    | Gloriettegasse                                    |
| U-Bahn-Haltepunkt / Haltestelle |                      | Stadlergasse                                      | Stadlergasse                                      |
| U-Bahn-Haltepunkt / Haltestelle |                      | Jagdschloßgasse                                   | Jagdschloßgasse                                   |
| U-Bahn-Haltepunkt / Haltestelle |                      | Preyergasse                                       | Preyergasse                                       |
| S-Bahnhof quer · U-Bahn-Kreuzung mit Eisenbahn geradeaus unten · Strecke quer |                      | Verbindungsbahn                                   | Verbindungsbahn                                   |
| U-Bahn-Abzweig geradeaus, nach links und von links |                      | Feldkellerg. – Hetzendorfer Str. 62               | Feldkellerg. – Hetzendorfer Str. 62               |
| U-Bahn-Haltepunkt / Haltestelle |                      | Hofwiesengasse                                    | Hofwiesengasse                                    |
| U-Bahn-Abzweig geradeaus und nach links · U-Bahn-Strecke von rechts |                      | Gallschleife                                      | Gallschleife                                      |
| U-Bahn-Abzweig geradeaus und nach links · U-Bahn-Strecke nach rechts |                      |                                                   |                                                   |
| U-Bahn-Haltepunkt / Haltestelle |                      | Speising, Hermesstraße                            | Speising, Hermesstraße                            |
| U-Bahn-Abzweig geradeaus und nach rechts |                      | Wolkersbergenstraße 62                            | Wolkersbergenstraße 62                            |
| U-Bahn-Abzweig geradeaus und ehemals von links |                      | zur Fehlingergasse und Gallgasse                  | zur Fehlingergasse und Gallgasse                  |
| U-Bahn-Haltepunkt / Haltestelle |                      | Riedelgasse                                       | Riedelgasse                                       |
| U-Bahn-Haltepunkt / Haltestelle |                      | Sillerplatz                                       | Sillerplatz                                       |
| U-Bahn-Haltepunkt / Haltestelle |                      | Franz-Asenbauer-Gasse                             | Franz-Asenbauer-Gasse                             |
| U-Bahn-Haltepunkt / Haltestelle |                      | Maurer Hauptplatz                                 | Maurer Hauptplatz                                 |
| U-Bahn-Haltepunkt / Haltestelle |                      | Maurer Lange Gasse                                | Maurer Lange Gasse                                |
| U-Bahn-Strecke von links · U-Bahn-Abzweig geradeaus und nach rechts |                      | Häuserblockschleife Mauer                         | Häuserblockschleife Mauer                         |
| U-Bahn-Strecke nach links · U-Bahn-Abzweig geradeaus und nach rechts |                      |                                                   |                                                   |
| U-Bahn-Bahnübergang |                      | Haymogasse                                        | Haymogasse                                        |
| U-Bahn-Bahnübergang |                      | Schwarzwaldgasse                                  | Schwarzwaldgasse                                  |
| U-Bahn-Haltepunkt / Haltestelle |                      | Anton-Krieger-Gasse                               | Anton-Krieger-Gasse                               |
| U-Bahn-Bahnübergang |                      | Anton-Krieger-Gasse                               | Anton-Krieger-Gasse                               |
| U-Bahn-Haltepunkt / Haltestelle |                      | Anton-Krieger-Gasse                               | Anton-Krieger-Gasse                               |
| U-Bahn-Strecke mit Straßenbrücke |                      | Rudolf-Waisenhorn-Gasse (Zanderbrücke)            | Rudolf-Waisenhorn-Gasse (Zanderbrücke)            |
| U-Bahn-Strecke |                      | Streckenabschnitt in Hochlage                     | Streckenabschnitt in Hochlage                     |
| U-Bahn-Haltepunkt / Haltestelle |                      | Rodaunbrücke                                      | Rodaunbrücke                                      |
| U-Bahn-Brücke über Wasserlauf |                      | Liesingbach                                       | Liesingbach                                       |
| U-Bahn-Haltepunkt / Haltestelle |                      | Kaiser-Franz-Josef-Straße                         | Kaiser-Franz-Josef-Straße                         |
| U-Bahn-Strecke von links · U-Bahn-Abzweig geradeaus und nach rechts |                      | Häuserblockschleife Rodaun                        | Häuserblockschleife Rodaun                        |
| U-Bahn-Haltepunkt / Haltestelle · U-Bahn-Strecke |                      | Rodaun 60                                         | Rodaun 60                                         |
| U-Bahn-Abzweig ehemals geradeaus und nach links · U-Bahn-Abzweig ehemals geradeaus und nach rechts |                      | nördliche Schleifenanlage                         | nördliche Schleifenanlage                         |
| U-Bahn-Abzweig geradeaus und von links (Strecke außer Betrieb) · U-Bahn-Abzweig geradeaus und von rechts (Strecke außer Betrieb) |                      | südliche Schleifenanlage                          | südliche Schleifenanlage                          |
| U-Bahn-Strecke nach links (außer Betrieb) · U-Bahn-Abzweig geradeaus, nach rechts und von rechts (Strecke außer Betrieb) |                      |                                                   |                                                   |
| U-Bahn-Kreuzung mit Eisenbahn (Strecke geradeaus außer Betrieb) |                      | Kaltenleutgebner Bahn                             | Kaltenleutgebner Bahn                             |
| U-Bahn-Haltepunkt / Haltestelle (Strecke außer Betrieb) |                      | Perchtoldsdorf Hochstraße                         | Perchtoldsdorf Hochstraße                         |
| U-Bahn-Brücke über Wasserlauf (Strecke außer Betrieb) |                      | Petersbach und 1. Wiener Hochquellenwasserleitung | Petersbach und 1. Wiener Hochquellenwasserleitung |
| U-Bahn-Haltepunkt / Haltestelle (Strecke außer Betrieb) |                      | Perchtoldsdorf Wienergasse                        | Perchtoldsdorf Wienergasse                        |
| U-Bahn-Haltepunkt / Haltestelle (Strecke außer Betrieb) |                      | Perchtoldsdorf Salitergasse                       | Perchtoldsdorf Salitergasse                       |
| U-Bahn-Bahnhof (Strecke außer Betrieb) |                      | Perchtoldsdorf Brunnergasse                       | Perchtoldsdorf Brunnergasse                       |
| U-Bahn-Haltepunkt / Haltestelle (Strecke außer Betrieb) |                      | Brunner Felsenkeller                              | Brunner Felsenkeller                              |
| U-Bahn-Haltepunkt / Haltestelle (Strecke außer Betrieb) |                      | Brunn am Gebirge                                  | Brunn am Gebirge                                  |
| U-Bahn-Bahnhof (Strecke außer Betrieb) |                      | Maria Enzersdorf Kirchenstraße                    | Maria Enzersdorf Kirchenstraße                    |
| U-Bahn-Haltepunkt / Haltestelle (Strecke außer Betrieb) |                      | Maria Enzersdorf Liechtenstein                    | Maria Enzersdorf Liechtenstein                    |
| U-Bahn-Haltepunkt / Haltestelle (Strecke außer Betrieb) |                      | Maria Enzersdorf Gasfabrik                        | Maria Enzersdorf Gasfabrik                        |
| U-Bahn-Kopfbahnhof Streckenende (Strecke außer Betrieb) |                      | Mödling                                           | Mödling                                           |

Die Straßenbahnstrecke Hietzing–Rodaun ist ein Teilstück der Straßenbahn Wien und führt von der U-Bahn-Station Hietzing nach Rodaun. Der Streckenabschnitt zwischen den Haltestellen Maurer Lange Gasse und Kaiser-Franz-Josef-Straße, genannt Maurer Einschnitt, ist die letzte von einstmals drei Schnellstraßenbahnstrecken der Stadt.

## Geschichte
Am 27. Oktober 1883 eröffnete die Dampftramway-Gesellschaft vormals Krauss & Comp. ihre erste Dampftramwaylinie, später südliche Linie genannt, zwischen dem 1892 eingemeindeten Wiener Vorort Hietzing und dem südlich von Wien gelegenen Perchtoldsdorf. Am 12. Mai 1887 wurde diese bis Mödling verlängert. Am 8. August 1912 wurde die Strecke bis Mauer elektrifiziert, am 21. Mai 1921 von dort aus bis Mödling. Im Vorfeld der bis 1925 erfolgten Umwandlung der Wiener Dampfstadtbahn in die Wiener Elektrische Stadtbahn sollte, analog zur Linie 18G, auch die Mödlinger Strecke in Hietzing mit der Stadtbahn verknüpft werden. Dazu kam es letztlich nicht, doch verkehrten schließlich bis 1968 Stadtbahnwagen auf der Linie 60. Heute führt diese vom Wiener Westbahnhof bis Rodaun (23. Bezirk). Eine Zweiglinie führte 1887–1908 von Hietzing nach Ober-St.-Veit (seit 1892 wie Hietzing im 13. Bezirk). Diese Linie wurde nach der Elektrifizierung nicht durchgängig betrieben.

## Heutiger Fahrzeugeinsatz
Zwischen 4. Februar 1987 und 2024 kamen Hochflurstraßenbahnwagen der Type E2 zum Einsatz. Straßenbahnen der Type ULF wurden erstmals am 12. Februar 2007 (1. Generation) auf dieser Strecke eingesetzt und schon am 18. Mai 2011 wurde die 2. Generation der ULF eingesetzt. Seit 9. Jänner 2023 werden die neuesten Straßenbahnen des Types Flexity auf dieser Strecke eingesetzt.

## Betrieb
Die Strecke Hietzing–Rodaun war bis 2. September 2017 deckungsgleich mit der Linie 60, ehe diese bis zum Westbahnhof verlängert wurde. Zwischen Dornbach und Unter-St.-Veit verkehrt zusätzlich die Linie 10, vom Karlsplatz nach Lainz die Linie 62.

### Umsteigeknoten zu höherrangigen Verkehrsmitteln

#### Station Hietzing
Hietzing  (ehemals Hietzing, Kennedybrücke) ist der größte Knotenpunkt zwischen U- und Straßenbahn im 13. Wiener Gemeindebezirk Hietzing. Für sämtliche Buslinien der Wiener Linien ist Hietzing die Endstelle.

#### Station Preyergasse
Preyergasse  (ehemals Preyergasse, Speising) ist die Anschlussstation für die S80-Haltestelle Speising. Vor dem Objekt Hofwiesengasse 7 hält der 56A und der 56B. Die Straßenbahnen halten in der Preyergasse.